# Olcsvaapáti
Olcsvaapáti là một thị trấn thuộc hạt Szabolcs-Szatmár-Bereg, Hungary. Thị trấn này có diện tích 11 km², dân số năm 2010 là 304 người, mật độ 28 người/km².